# Il pinguino di Paperino
Il pinguino di Paperino (Donald's Penguin) è un film del 1939 diretto da Jack King. È un cortometraggio animato della serie Donald Duck, prodotto dalla Walt Disney Productions e uscito negli Stati Uniti l'11 agosto 1939, distribuito dalla RKO Radio Pictures.

## Trama
Admiral Bird spedisce a Paperino un piccolo pinguino dal polo sud, che Paperino si diverte a deridere, fin quando non si avvicina all'acquario. Per via di una serie di circostanze, Paperino crede che il pinguino abbia mangiato i pesci dell'acquario, così lo sculaccia. Il pinguino, però, non l'ha fatto e Paperino, quando scopre la verità, prende due pesci dal frigorifero per fare pace. Quando torna, scopre però che il pinguino nel frattempo ha mangiato davvero i pesci. Paperino, infuriato, prende un fucile per ucciderlo, ma, intenerito dal pianto del pinguino, abbandona il suo proposito. L'arma cade però a terra e parte uno sparo, che apre un varco sul muro. Non vedendo più il pinguino, Paperino si dispera, ma subito dopo lo trova incolume. Così lo prende in braccio, facendo la pace con lui.

## Distribuzione

### Edizioni home video

#### DVD
Il cortometraggio è incluso nel DVD Walt Disney Treasures: Semplicemente Paperino - Vol. 1.